# ジュニアエラ
ジュニアエラ（juniorAERA）とは朝日新聞出版が発行する雑誌。キャッチコピーは『小中学生のためのニュースマガジン』。

## 概要
- 2009年2月14日に創刊準備号（無料）が発行された。
- 2009年4月15日創刊。以降、毎月15日発売。

## 内容
毎号、5〜6本の時事ニュースを解説する「ニュースが知りたい」と、10ページからなるメーンの特集記事を中心に構成。本文は総ルビつき。ほかに、世界各地の子どもたちの暮らしぶりを伝える「子ども地球ナビ」や、あこがれの職業を紹介する「ワークファイル」、身近な製品が出来るまでを漫画で描く「ものづくり・現場ルポ」などを連載。書籍、音楽や映画、スポーツ、サイエンスなどのコーナーもある。

## 主な関係者

### 連載執筆者
- 姜尚中
- 内田麻理香
- はやみねかおる
- 藤原和博（元東京都杉並区立和田中学校校長・リクルート出身）
- 小田嶋隆
- 一色清
- いとうまりこ

### 編集長
- 伊藤隆太郎（創刊号〜）